# Витебский, Яков Давидович
Я́ков Дави́дович Ви́тебский (30 июня 1919, Кременчуг — 28 ноября 1992, Курган) — советский учёный-медик, хирург, инноватор в области полостной хирургии желудочно-кишечного тракта.

## Биография
Яков Давидович Витебский родился 30 июня 1919 года в городе Кременчуге Кременчугского уезда Полтавской губернии Украинской ССР, ныне город — административный центр Кременчугского района Полтавской области Украины.
С 1940 года кандидат в члены ВКП(б).
В июне 1941 года с отличием окончил 1-й Харьковский государственный медицинский институт. Трудовую деятельность начал 18 октября 1941 года в Курганской городской больнице в качестве хирурга, одновременно работал ординатором хирургического отделения эвакогоспиталя № 1130, 1944 по 1947 годы — консультантом хирургического отделения эвакогоспиталя № 1273, ставшего впоследствии Курганским областным госпиталем для ветеранов войн.
С 1943 года член ВКП(б), в 1952 году партия переименована в КПСС.
Работал в системе здравоохранения Курганской области. С 1943 по 1946 годы он работал главным врачом городской больницы города Кургана. В августе 1946 года был переведен на работу заведующим хирургическим отделением Курганской областной больницы, в сентябре 1949 года назначен главным хирургом Курганского областного отдела здравоохранения.
В 1952 году на кафедре Свердловского медицинского института защитил кандидатскую диссертацию на тему «Заворот слепой кишки». В 1968 году в Институте хирургии им. А. В. Вишневского защитил докторскую диссертацию на тему «Илеоцекальный отдел кишечника как хирургическая проблема».
В 1960—1987 гг. состоял членом Курганского областного комитета КПСС.
В 1973 году приказом Министра здравоохранения РСФСР был назначен заведующим проблемной научно-исследовательской лабораторией хирургии гастроэнтерологии Тюменского медицинского института (ПНИЛ) в г. Кургане по совместительству.
В 1989 году возглавил Курганский республиканский Центр клапанной гастроэнтерологии.
За годы работы хирургом предложил 49 клапанных анастомозов на органах пищеварения, всего же был предложен 51 новый вариант операций. За их разработку и внедрение в клиническую практику получено 2 авторских свидетельства и 29 удостоверений на рационализаторские предложения. Опубликовал свыше 300 научных работ, 6 монографий. Был редактором 15 сборников научных трудов, выпущенных Курганским научно-медицинским обществом хирургов.
На съездах, конференциях, заседаниях научных обществ, в том числе на международном конгрессе хирургов в Риме (1959 г.), на международном конгрессе онкологов в Москве (1969 г.), на VI и VIII национальных конгрессах хирургов Болгарии (1979, 1984 гг.) выступил с более 300 научными докладами.
За годы работы главным хирургом Курганской области подготовил через первичную специализацию, интернатуру и усовершенствование на рабочем месте более 1200 хирургов.
С 1952 года по 1992 год был председателем правления Курганской областной организации общества «Знание», неоднократно избирался членом правления Всероссийского общества «Знание», Всероссийского научно-медицинского общества хирургов, Всероссийского общества гастроэнтерологов.
Народный депутат РСФСР и Российской Федерации в 1990—1992 гг.
Яков Давидович Витебский умер 28 ноября 1992 года, похоронен на Новом Рябковском кладбище города Кургана Курганской области.

## Награды
- Почетное звание «Заслуженный врач РСФСР», за успехи в научной, производственной и общественной деятельности (1961)
- Орден Ленина (1961)
- Орден Трудового Красного Знамени (1971)
- Орден Октябрьской Революции (1976)
- Орден Дружбы народов (1981)
- девять медалей
- Знак отличия и высшая награда Всесоюзного общества «Знание» — медаль им. Н. И. Вавилова.
- Почетное звание «Почётный гражданин Курганской области» (2014, посмертно)

## Семья
- Отец — инженер-строитель.
- Мать — врач.
- Старший сын Виталий Яковлевич (9 ноября 1941, Курган — 26 ноября 2020, Москва) — заместитель руководителя департамента Министерства экономики РФ (1997—2000), член Совета Республик Верховного Совета СССР (1991), кандидат экономических наук (1997).
- Младший сын Леонид Яковлевич (род. 23 февраля 1949, Курган) — заведующий экспериментальной лабораторией региональных проблем социокультурного развития Курганского государственного университета (с 2008)[3].

## Увлечения
Я. Д. Витебский до последних дней коллекционировал марки. Так же он любил спорт: волейбол, настольный теннис, шахматы. Он создал домашнюю библиотеку классической и современной художественной литературы, очень хорошо играл на фортепьяно.
Первый чемпион Курганский области по шахматам (1947 год). В последующих становился только призером. В последний раз он выступил в областном первенстве в 1953 году.

## Память
- Улица Витебского в городе Кургане (между 6 микрорайоном и 6-а микрорайоном Заозёрного жилого массива).
- НИИ «Клинико-диагностический центр гастроэнтерологии имени Я. Д. Витебского», г. Курган, ул. Томина 63 к2.
- С 1993 года в Кургане проводится Международный шахматный мемориал Я. Д. Витебского.
- В 2009 году Правительство Курганской области учредило премию имени хирурга — гастроэнтеролога Витебского, которая ежегодно вручается лучшим медицинским работникам и учреждениям здравоохранения за профессиональное мастерство, безупречную работу и личный вклад в развитие здравоохранения Зауралья[5].